# Rábano
Rábano è un comune spagnolo di 246 abitanti situato nella comunità autonoma di Castiglia e León.
È bagnata dalle acque del fiume Duratón, qui oggetto di una riserva di pesca molto apprezzata per la presenza della trota arcobaleno e del signal crayfish.